# Berkeley (Illinois)
Berkeley – wieś w Stanach Zjednoczonych, w stanie Illinois, w hrabstwie Cook.